# Hermano
Hermano és una pel·lícula veneçolana de drama del 2010 dirigida per Marcel Rasquin, producida por Enrique Aular, presentada por A&B.
Va ser guardonada com a "Millor pel·lícula" en la 32na edició del Festival Internacional de Cinema de Moscou, i va ser la proposta veneçolana per a competir per al Oscar a la millor pel·lícula de parla no anglesa, encara que no va ser nominada.

## Argument
Dos germans (Daniel i Julio) lluiten per tirar endavant a través del seu esport favorit, el futbol, mentre viuen el dia a dia enmig de la violència i la pobresa en un perillós barri de Caracas. Daniel (Fernando Moreno), és un davanter excepcional, un fenomen amb la pilota. Julio (Eliú Armes), el gran, és el capità del seu equip, un líder nat.
Són germans de criança. Daniel desitja amb totes les seves forces jugar a nivell professional mentre Julio manté a la família amb diner negre: no té temps de somiar. L'oportunitat de les seves vides arriba quan un descobridor els convida a unes proves al famós equip de la ciutat: el Caracas Futbol Club.
Però una tragèdia colpeja a la família, la mare de tots dos, mor en un enfrontament a trets. És quan tots dos han de decidir definitivament que és més important per a ells: la unió de la família, la venjança, o aconseguir el somni de les seves vides.

## Repartiment
- Eliú Armas - Julio
- Fernando Moreno Chávez - Daniel
- Beto Benites - Morocho
- Gonzalo Cubero - Roberto
- Marcela Girón - Graciela
- Jackson Gutiérrez - Malandro
- Gabriel Rojas - Eliecer
- Alí Rondón - Max
- Anthony Rivas - jugador

## Recepció
La pel·lícula ha estat aclamada a nivell mundial des de la seva presentació al Festival de cinema de Moscou, on va rebre tres premis incloent el premi donat pel públic. La recaptació als Estats Units va ser de $29.828 dòlars com a total, mentre a Veneçuela sols amb dues setmanes en cartellera va recaptar $472.528 dòlars; encara que el recaptat oficialment arreu del món va ser de $1.610.864.
Va ser seleccionada per al Festival Internacional de Cinema de Xangai i també va ser guardonada en el 14to Festival Internacional de Cinema a Los Angeles i al Public Choice Award, tots l'any 2010.

## Crítica
La pel·lícula va rebre crítiques regulars i positives. A IMDb va rebre una puntuació de 7,4/10 de crítiques positives a base de més de 2040 vots, en FilmAffanity 6,6/10 de crítiques positives a base de 680 vots. Mentre en Rotten Tomatoes va rebre 6.1/10 en la seva qualificació mitjana, amb 54% en el Tomatometer de crítiques positives, i 4.1/5 en opinió d'audiència audiència.

## Premis
| Any  | Certamen                                                         | Categoria                                                                | Resultat  |
| ---- | ---------------------------------------------------------------- | ------------------------------------------------------------------------ | --------- |
| 2010 | Festival Internacional del Nou Cinema Llatinoamericà de l'Havana | Millor pel·lícula                                                        | Guanyador |
| 2010 | Festival de Cinema Iberoamericà de Huelva                        | Millor pel·lícula                                                        | Guanyador |
| 2010 | Festival Internacional de Cinema de Los Angeles                  | Millor pel·lícula                                                        | Guanyador |
| 2010 | 32è Festival Internacional de Cinema de Moscou                   | Premi de la Crítica Premi del Públic Sant Jordi d'Or (Millor Pel·lícula) | Guanyador |
| 2010 | Mostra Internacional de Cinema de São Paulo                      | Millor pel·lícula                                                        | Candidat  |
| 2010 | Festival Internacional de Cinema de Viña del Mar                 | Millor pel·lícula                                                        | Candidat  |
| 2010 | The Public Choice Award                                          | George d'Or                                                              | Guanyador |
| 2010 | Festival Internacional de Cinema de Xangai                       |                                                                          | Candidat  |
| 2011 | Festival de Cinema Llatinoamericà de Lima                        | Premi del Público                                                        | Guanyador |
| 2011 | XVII Mostra de Cinema Llatinoamericà de Catalunya                | Premi del Públic Millor director                                         | Guanyador |
| 2012 | Festival Internacional de Cinema de Lumen                        | Millor Llargmetratge                                                     | Candidat  |
| 2013 | Premis ACE                                                       | Millor Actor (Fernando Moreno)                                           | Guanyador |